# Petzi
Petzi (Rasmus Klump) è un personaggio immaginario protagonista di una serie di libri illustrati per bambini, ideata in Danimarca nel 1951 da Carla (19 settembre 1906 - 6 dicembre 2001) e Vilhelm Hansen (6 maggio 1900 - 3 dicembre 1992).

## Storia editoriale
In Danimarca sono state pubblicate 36 storie. In Italia sono state pubblicate da Vallardi, in tre edizioni, a partire dal 1974. Ogni libro conteneva tre storie, cioè tre libri della serie originale danese, tuttavia solo 30 delle 36 storie sono state tradotte in italiano. Venne edito anche dal Corriere dei Piccoli.

## Personaggi
I personaggi principali sono:
- Petzi (Rasmus Klump), un orsacchiotto, protagonista delle avventure e comandante della nave "Mary".
- Pingo (Pingo), un pinguino, il marinaio di bordo e tuttofare.
- Pelle (Pelle), un pellicano, nel cui becco sono magicamente contenuti moltissimi attrezzi ed utensili.
- Otario (Skæg), un'otaria, il nostromo celebre per il suo appetito e dalla pipa perennemente in bocca.
- Tartalenta (Skildpadden), una testuggine, la mascotte della ciurma.

## Elenco delle storie
1. Petzi e la nave (X/1973):
- Petzi e la nave (Rasmus Klump bygger skib)
- Petzi e l'isola deserta (Rasmus Klump møder Ursula)
- Le avventure in mare di Petzi (Rasmus Klump træffer Mutter Ansjos)

2. Petzi nel Paese del Sonno (X/1973):
- Petzi nel paese del Sonno (Rasmus Klump i syvsoverland)
- Petzi alle piramidi (Rasmus Klump i pyramiderne)
- Petzi nell'isola delle tartarughe (Rasmus Klump på Skildpaddeøen)

3. Petzi al polo (X/1973):
- Petzi al Polo (Rasmus Klump på Nordpolen)
- Petzi alpinista (Rasmus Klump som bjergbestiger)
- Petzi contadino (Rasmus Klump på landet)

4. Petzi fa il giro del mondo (III/1974 prima edizione, I/1978 seconda edizione)
- Petzi e il grande raccolto (Rasmus Klump høster)
- Petzi fa il giro del mondo (Rasmus Klump Jorden rundt)
- Petzi palombaro  (Rasmus Klump som dykker)

5. Petzi in Pingonesia:
- Petzi nell'isola di Robinson (Rasmus Klump på Robinson Crusoe's ø)
- Petzi in Pingonesia  (Rasmus Klump i Pingonesien)
- Petzi e il poliziotto (Rasmus Klump på jagt efter en møjsengøjser)

6. Petzi alla ricerca del tesoro (X/1994):
- Petzi alla ricerca del tesoro (Rasmus Klump på skattejagt)
- Petzi re (Rasmus Klump bliver konge)
- Petzi al castello (Rasmus Klump sjov på slottet)

7. Petzi e il sommergibile:
- Petzi e la caverna magica (Rasmus Klump i Aladdins hule)
- Petzi e il sommergibile (Rasmus Klump i undervandsbåd)
- Petzi e il Locodrillo Ciuff Ciuff (Rasmus Klump og Futkarl)

8. Petzi in Dragolandia:
- Petzi e il fratellino (Rasmus Klump og Hans Lillebror)
- Petzi in Dragolandia (Rasmus Klump i Fortidsland)
- Petzi e la grande gara (Rasmus Klump kapsejlads i Fortidsland)

9. Petzi e l'albero magico:
- Petzi e l'albero magico (Rasmus Klump i Troldeskoven)
- Petzi ritorna in mare (Rasmus Klump i Høj Sø)
- Petzi alla ricerca della “Mary” (Rasmus Klump blandt Hattesvingere)

10. Petzi e l'avventura sul fiume (IV/1980):
- Petzi e il giorno dei compleanni (Rasmus Klump til Fødselsdagssjov)
- Petzi e l'avventura sul fiume (Rasmus Klump på Flodtur)
- Petzi va in cerca del nonno (Rasmus Klump får Brev fra Bedstefar)

Sono state pubblicate, sempre da Vallardi, altre due storie:  
- Con Petzi durante l'anno (Åren rundt med Rasmus Klump)
- Petzi va a pescare (Rasmus Klump på fisketur)